# Centre hospitalier intercommunal de Poissy-Saint-Germain-en-Laye
Het Centre hospitalier intercommunal de Poissy-Saint-Germain-en-Laye is een ziekenhuis in Poissy en Saint-Germain-en-Laye in de Franse regio Île-de-France. Het is opgericht in 1997. Het is onderdeel van de Assistance publique - Hôpitaux de Paris en een academisch ziekenhuis van de Universiteit van Versailles-Saint-Quentin-en-Yvelines.